# Verona (hrabstwo Oneida)
Clark Mills – jednostka osadnicza w Stanach Zjednoczonych, w stanie Nowy Jork, w hrabstwie Oneida.